# 赛·扎哈利

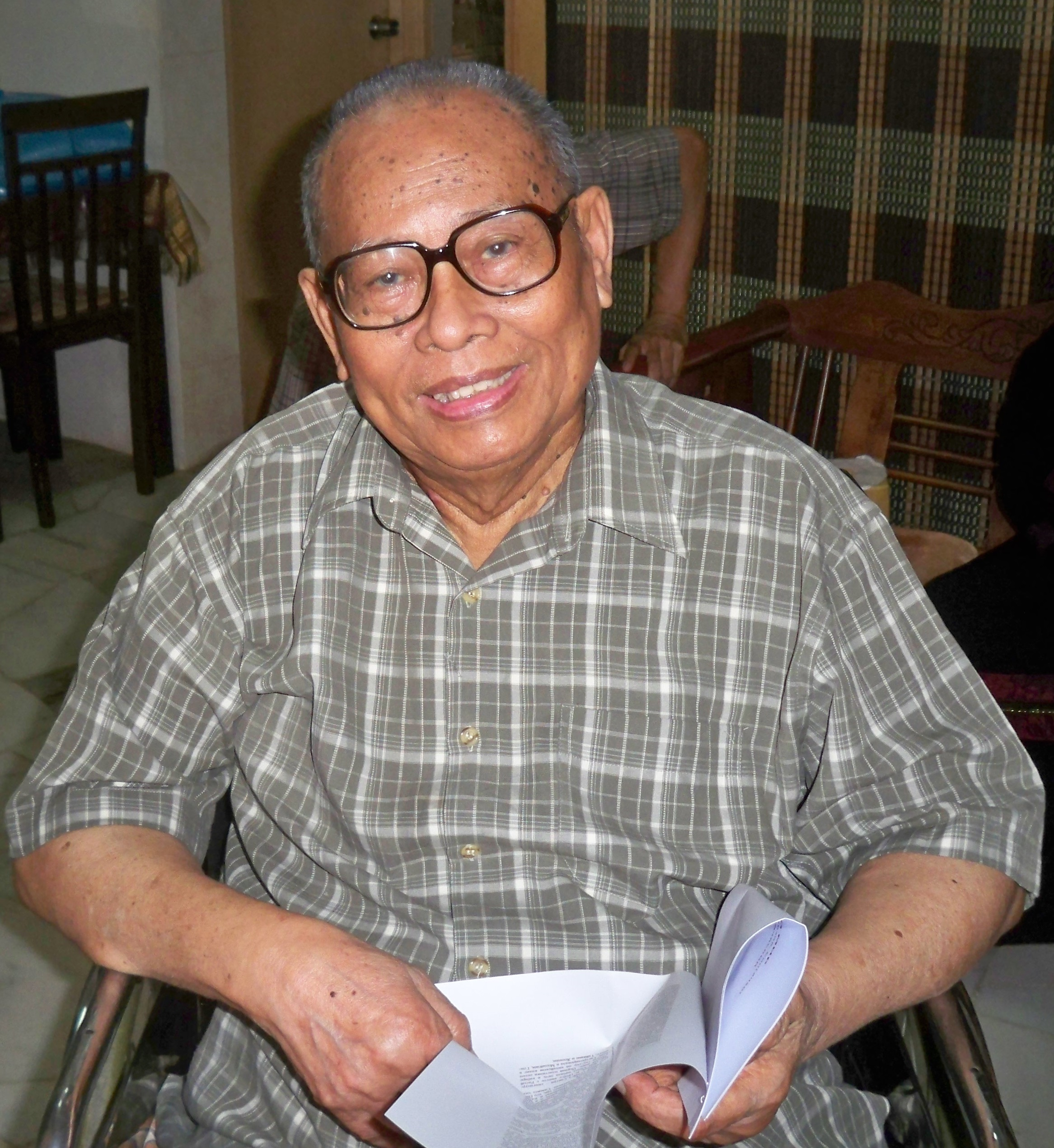
赛·扎哈利

赛·扎哈利（1928年5月18日—2016年4月12日）是马来亚著名报人，《马来前锋报》前总编辑。1961年他曾领导该报职员发动一场长达三个月的罢工，反对巫统干预该报的编辑自主权。结果巫统在他前往新加坡寻求支援时，禁止他再度踏足马来亚。1963年，赛·扎哈利获选为新加坡人民党主席，同一天他就被新加坡内政部的特务所逮捕，在内安法令下被未经审讯地扣留了将近17年。1979年被释放时，他已51岁。1989年，赛·扎哈利在时任马来西亚首相马哈迪·莫哈末的批准下，定居于马来西亚雪兰莪梳邦。之后，他在马来西亚国立大学担任客卿作家，至目前为止已撰写了三本个人回忆录。

## 《马来前锋报》罢工事件
马来亚独立后，巫统多次干涉《马来前锋报》编务，指责该报的新闻报导对巫统不利。1961年，为了让巫统更全面地掌控《马来前锋报》，该报董事部将当时的总编辑赛·扎哈利调派回新加坡，但赛·扎哈利不遵从这项指示。他认为报社应该保持中立以及坚守批判精神，不应对巫统有所偏袒，所以他组织《马来前锋报》的职员发起了一项争取报业自主的罢工行动。结果，在他前往新加坡寻求支援时，当时的首相兼国防部长东姑阿都拉曼即禁止他再度进入马来亚。而聚集在《马来前锋报》报社前罢工的职员也被联邦后备队所驱散。

## 在内安法令下被扣留
1962年，赛·扎哈利加入新加坡人民党。隔年2月，他受委为该党党主席。但就在他受委的同一天，新加坡内政部发动了“冷藏行动”，逮捕了一百多位反对党领袖以及支持反对党的活跃分子，赛·扎哈利亦在这场行动中被捕。从1963年至1979年，赛·扎哈利在内安法令下被未经审讯地扣留了将近17年。期间，他辗转被扣留于欧南监狱、樟宜监狱、明月湾（Moon Crescent）监狱和烏敏島。而他的妻子则通过经营小生意抚育他们的三名个子女成长。

## 纪录片禁映风波
2007年，新加坡电影导演施忠明根据赛·扎哈利的回忆录拍摄了一部纪录片《扎哈利的17年》（Zahari's 17 Years）。这部纪录片曾在加拿大及马来西亚的电影节上放映。不过新加坡通讯及新闻部却以违反公众利益为由，禁映这部纪录片。

## 诗集及回忆录
- 《狱中诗稿》，无中译本。原题：Puisi dari penjara/Poems from prison(1973)。
- 《人间正道：赛·扎哈利政治回忆录》（2001）。原题：Meniti Lautan Gelora: Sebuah Memoir Politik(2001)。英译本：Dark Clouds At Dawn: A Political Memoir(2001)。
- 《万千梦魇：赛·扎哈利回忆录II》（2007）。原题：Dalam Ribuan Mimpi Gelisah: Memoir(2006)。英译本：The Long Nightmare: My 17 Years As A Political Prisoner(2007)。